# Yūki Kobayashi (Fußballspieler, 2000)
Yūki Kobayashi (jap. 小林 友希, Kobayashi Yūki; * 18. Juli 2000 in Kōbe, Präfektur Hyōgo) ist ein japanischer Fußballspieler, der beim Portimonense SC in der portugiesischen Primeira Liga unter Vertrag steht. 

## Karriere

### Verein
Yūki Kobayashi erlernte das Fußballspielen in der Jugendmannschaft von Vissel Kōbe. Hier unterschrieb er 2019 auch seinen ersten Profivertrag. Der Verein aus Kōbe spielte in der ersten Liga des Landes, der J1 League. Von August 2019 bis Januar 2020 wurde er an den in der zweiten Liga, der J2 League, spielenden FC Machida Zelvia nach Machida ausgeliehen. Für den Club absolvierte er 15 Zweitligaspiele. Direkt im Anschluss wurde er 2020 an den Erstligaaufsteiger Yokohama FC nach Yokohama ausgeliehen. Für Yokohama absolvierte er 28 Erstligaspiele. Ende Januar 2021 kehrte er nach der Ausleihe zu Vissel zurück.
Im Januar 2023 wechselte er mit einem Fünfjahresvertrag nach Schottland zu Celtic Glasgow. Im August 2024 wechselte Kobayashi vorzeitig nach Portugal zum Portimonense SC.

### Nationalmannschaft
Yūki Kobayashi spielte siebenmal in der U-17, siebenmal in der U-20 und einmal in der U-21-Nationalmannschaft.

## Erfolge
mit Celtic Glasgow:
- Schottischer Meister: 2023
- Schottischer Pokalsieger: 2023